# دراسات غير ربحية
الدراسات غير الربحية (بالإنجليزية: Nonprofit studies)‏ هي التعليم والأبحاث في حقول متعددة التخصصات mutidisciplinary – دمج بين تخصصين أكاديميين أو أكثر في نشاط واحد – و تركز على ممارسات القطاعات غير الربحية، يعود نشاطها إلى 1920.
هذا المجال من الدراسات يَتَحَقق من إدارة وفعالية القطاعات غير الربحية، كما أن لديها أبحاث في مجالات فرعية تتضمن: الإدارة، التسويق، الإتصال، الاقتصاد، الموارد البشرية، الإحسان، الأخلاق، القانون، تكنولوجيا المعلومات، المشاريع الإجتماعية، منح الكتابة، السياسة، جمع التبرعات، الدفاع، التطوع، بحث البيانات، الإرتباط المدني.
العديد من مؤسسات التعليم العالي ومنظمات البحث مُخصصة للتدريس والبحث في القضايا المتعلقة في القطاعات غير الربحية . تُعطى الشهادات المتعلقة  في الأبحاث غير الربحية لطلاب الجامعات والدراسات العليا ودرجة الدكتوراة .بالإضافة إلى الدورات الفردية ضمن التخصصات ذات الصلة مثل ( إدارة الأعمال، دراسات الاتصال، علم الاجتماع، السياسة العامة والعلوم عامة).
الدراسات غير الربحية ممكن أن تكون دراسات في حقل التطوع، القطاع الثالث، المنظمات غير الربحية أو المجتمع المدني.
وفي المجتمع المدني يستهدف المناطق النامية والتي بها حروب ونزاعات، والتي يكثر فيها الفقر.

## الأساليب في مجال الدراسات غير الربحية

### التدريس والتعليم
يقدم أساتذة خبراء ذوو خبرة في القطاع غير الربحي، مواد تعليمية فعالة لطلاب الدراسات غير الربحية. يمتلك هؤلاء الأساتذة معرفة موثوقة إكتسبوها من خلال العمل والبحوث في المنظمات غير الربحية. بعض الأساتذة في الدراسات غير الربحية هم أيضاً جزء من علم الاجتماع، علم النفس، أو أقسام الإدارة العامة.
منهج العمل في الدراسات غير الربحية  مختلف من برنامج  لآخر مع التأكيد الشديد أن الإدارة فوق  مجالات المحتوى التي ذكرت سابقاً.
يقدم دليل المناهج عدّة اقتراحات تتضمن المواضيع التالية:
- فهم سياق القطاع
- التاريخ
- الحجم والنطاق، المقارنات الدولية
- قوانين وتنظيمات السياق
- إدارة العلاقات الخارجية
- السياسة والدفاع
- تنمية المجتمع
- تنمية الصندوق والاستدامة المالية
- التسويق والعلاقات العامة
- التواصل وإدارة المنظمات غير الربحية
- الإدارة العامة، التكتيكية والاستراتيجية
- الموارد البشرية وإدارة المتطوعيين
- الإحصاء والإدارة المالية
- السلوك التنظيمي
- تخطيط وتقييم البرامج
- المشروع الإجتماعي
- الحكم
- طرق التحليل
- القيادة الشخصية
- الأخلاق والقيم

في العديد من برامج الدراسات غير الربحية يتم الأعتماد على التعليم بالتجربة بالإضافة إلى التعليم في الغرف الصفية . يمكن للطلاب التدريب مع الموظفين في مؤسسات غير ربحية . تعمل الأنشطة المجتمعية مثل التعليم الخدمي، الأنشطة التطوعية، الأبحاث المجتمعية، بحث العمل التشاركي على تحسين العملية التعليمية فهي تجمع بين التعلم بالتجربة وبناء المهارات والتفكير النقدي .

### بحوث تعليم الإدارة غير الربحية
- للحصول على مقالات حول تعليم الإدارة غير الربحية باللغة الإنجليزية [1][2]
- للحصول على أبحاث متعلقة بتعليم الإدارة غير الربحية بواسطة ميرابيل وويش [3]
- للحصول على بيبلوغرافيا عام حول تعليم الأدارة غير الربحية [4]